# Hesperiphona vespertina
Il frosone vespertino americano (Hesperiphona vespertina (Cooper, 1825)) è un uccello passeriforme della famiglia dei Fringillidi.

## Tassonomia
In passato la specie era ascritta al genere Coccothraustes, che condivideva col frosone eurasiarico con il nome di Coccothraustes vespertinus: pur continuando ad essere ritenuta ad esso affine, attualmente essa viene classificata in un genere a sé stante assieme all'affine frosone dal cappuccio (Hesperiphona abeillei).
Se ne distinguono tre sottospecie:
- Hesperiphona vespertina vespertina (W.Cooper, 1825), la sottospecie nominale, diffusa in Canada centro-orientale e nella porzione nord-orientale degli Stati Uniti;
- Hesperiphona vespertina brooksi Grinnell, 1917, dal corpo più slanciato e dal becco più sottile diffusa in Canada occidentale e Stati Uniti nord-occidentali;
- Hesperiphona vespertina montana Ridgway, 1874, diffusa lungo le Montagne Rocciose e la Sierra Madre Occidentale dagli Stati Uniti al Messico centrale.

## Distribuzione e habitat

Areale del frosone vespertino: in verde le zone dove è residente, in giallo le zone dove sverna.

La specie è diffusa in una grossa porzione del Nord America che comprende larga parte del Canada, e le aree costiere nord-orientale e occidentale degli USA, a sud fino al Messico centro-occidentale. Negli ultimi anni, le popolazioni settentrionali di frosone vespertino hanno espanso il suo areale in direttrice sud-est, probabilmente grazie alle piantagioni di acero americano ed altri alberi dei cui semi si nutre che sono sorte in territori precedentemente spogli da alberi e grazie alle mangiatoie poste all'aperto dai privati cittadini per nutrire gli uccelli di piccola taglia durante l'inverno.
L'habitat prediletto del frosone vespertino sono le aree boschive miste o di conifere: può spostarsi di bosco in bosco a seconda della stagionalità di maturazione dei semi delle varie piante.

Non è invece una specie tendenzialmente migratrice, a meno che non venga costretto a ciò dalle temperature rigide o dalla scarsità di cibo: in tal caso può spingersi a sud fino a raggiungere gli Stati Uniti meridionali. Sono stati registrati anche due casi di esemplari spintisi accidentalmente fino alle isole britanniche.

## Descrizione

### Dimensioni
Misura dai 16 ai 22 cm di lunghezza, per un'apertura alare che va dai 30 ai 36 cm ed un peso che varia fra i 39 e i 73 g.

### Aspetto

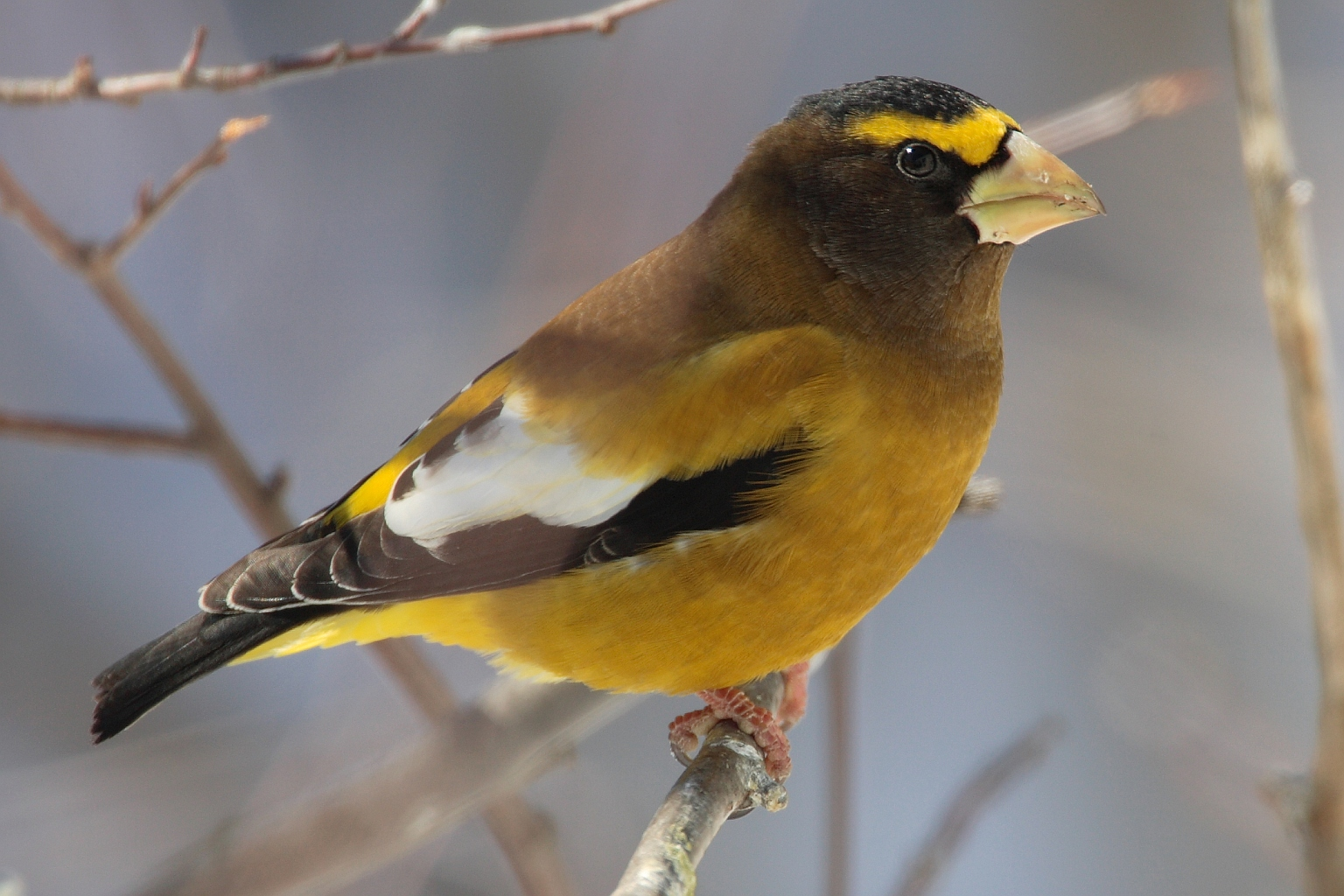
Frosone vespertino maschio.

L'aspetto è massiccio, con grossa testa e coda piuttosto corta. Il becco è robusto e conico, meno tozzo che nel frosone eurasiatico.

La specie presenta un dicromatismo sessuale piuttosto netto: nel maschio la colorazione di fondo è bruno-giallastro, con tendenza a scurirsi fino a diventare marrone su dorso, collo, guance, gola e nuca ed a schiarirsi sul basso ventre e sul sottocoda, dove diviene quasi giallo. Gialla è anche una striscia a forma di "V" che sovrasta gli occhi come un unico sopracciglio, mentre la calotta cranica è ricoperta di penne nere. Nere sono anche la mascherina che va dall'occhio al becco, la coda e il bordo delle ali, sulle quali è presente una banda bianca.

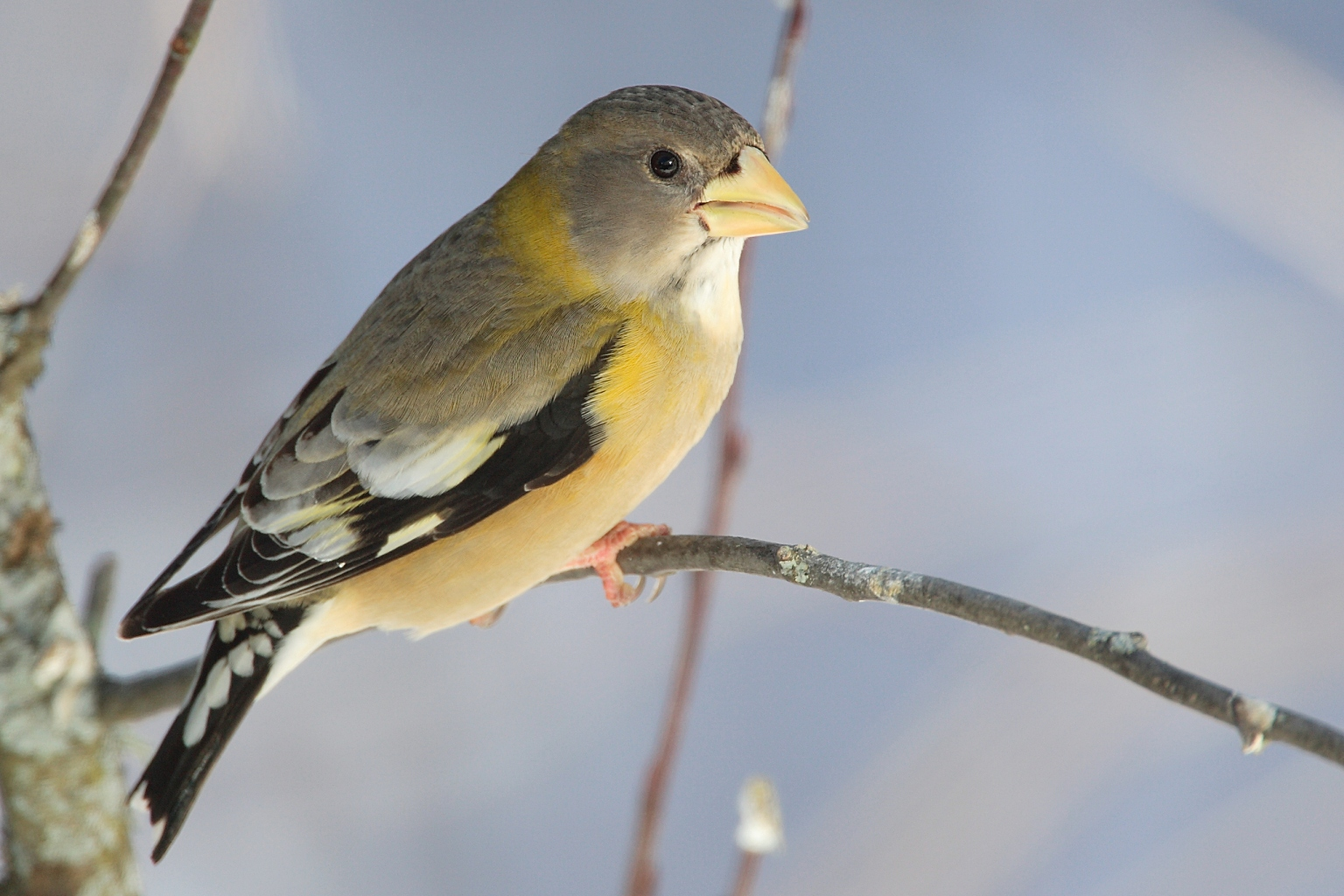
Una femmina di frosone vespertino

La colorazione della femmina è invece più dimessa: manca quasi completamente il marrone ed il piumaggio è grigio-brunastro sulla parte dorsale del corpo e quasi beige sul ventre, mentre il disegno bianco e nero sulle ali ed il nero della coda rimangono invariati: la mascherina nera è appena accennata (nella sottospecie nominale è addirittura assente), mentre sulla nuca è presente una banda giallastra a forma di mezzaluna che prosegue fino alle spalle.
In ambedue i sessi il becco è di color avorio, gli occhi grandi e rotondi di colore bruno scuro, le zampe di colore carnicino chiaro con quattro dita, di cui tre rivolte in avanti ed uno rivolto all'indietro.

## Biologia
Si tratta di uccelli diurni, tendenzialmente solitari, che tuttavia non hanno problemi a riunirsi in gruppetti, specialmente attorno alle fonti di cibo quando questo viene a scarseggiare. Durante il periodo riproduttivo, tuttavia, le coppie mostrano una spiccata territorialità e non esitano ad attaccare eventuali intrusi conspecifici.

### Alimentazione

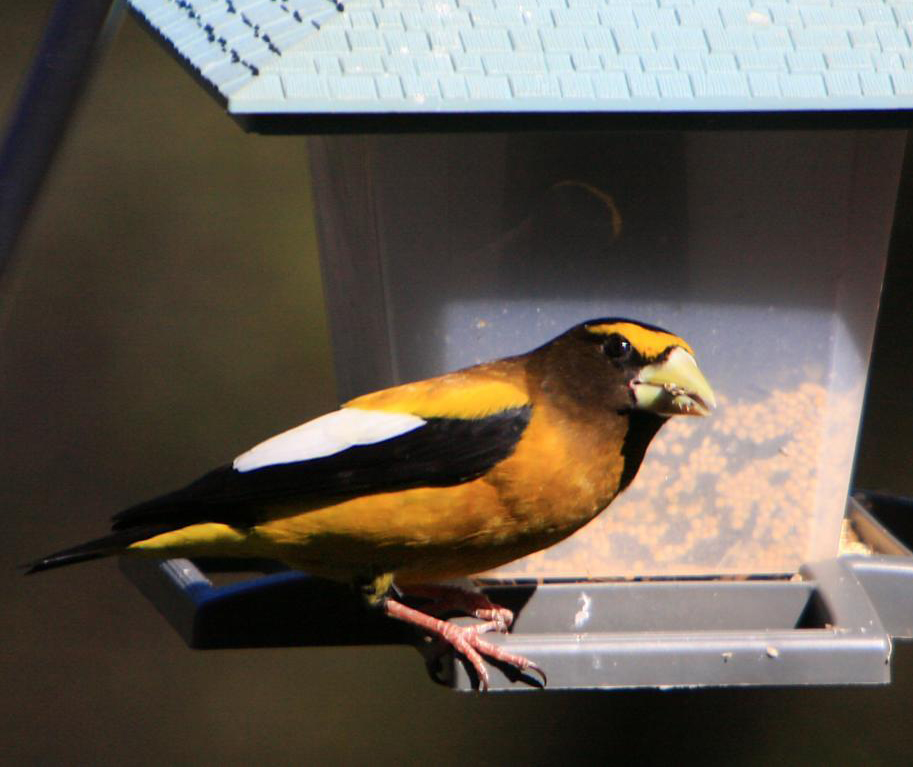
Frosone vespertino maschio si nutre presso una mangiatoia

Il frosone vespertino ha una dieta essenzialmente granivora: esso si nutre di semi di ogni tipo, del cui involucro riesce ad avere facilmente ragione grazie al grosso becco e alla poderosa muscolatura che ad esso è associata. Più raramente può essere osservato nutrirsi anche di altro materiale vegetale (come bacche e frutti), o addirittura invertebrati: questo avviene soprattutto durante la stagione degli amori, quando questi uccelli necessitano di cibo molto nutriente per affrontare gli sforzi riproduttivi e per nutrire la prole.

### Riproduzione
La stagione riproduttiva comincia in marzo-aprile: il maschio corteggia la femmina inseguendola insistentemente fino a che ella non acconsente all'accoppiamento.
Il nido ha una forma a coppa e viene costruito con rametti e altro materiale vegetale, mentre internamente esso è foderato di pelo e fili d'erba: generalmente esso viene posizionato a qualche metro d'altezza, nel fitto della vegetazione, con particolare preferenza per le biforcazioni dei rami.

In esso vengono deposte in genere 3 uova, la cui cova è appannaggio quasi esclusivo della femmina: esse schiudono dopo 13 giorni circa, ed i piccoli vengono nutriti da ambedue i genitori (ma anche qui è soprattutto la femmina ad occuparsi di loro). Sebbene siano in grado di lasciare il nido dopo a due settimane dalla schiusa, generalmente i genitori si prendono cura di essi per almeno altre due settimane. Generalmente viene portata avanti un'unica covata l'anno, mentre in annate particolarmente miti è possibile che ne vengano portate due.
Anche il frosone vespertino è monogamo, tuttavia il regime di coppia non è così rigido come nel suo parente eurasiatico ed in particolare i maschi possono accoppiarsi con più femmine.
In cattività, i frosoni vespertini possono vivere fino a 17 anni: in natura, tuttavia, è piuttosto raro che essi riescano a sopravvivere per più di una singola stagione riproduttiva, e questo vale in particolare per i maschi